# Paul Aiton

a Compétitions nationales et continentales officielles uniquement.

b Matchs officiels uniquement.
Paul Aiton, né le 29 mai 1985 à Mount Hagen, est un joueur de rugby à XIII papou évoluant au poste de talonneur ou de troisième ligne dans les années 2000 & 2010. Formé en Australie, il fait ses débuts en National Rugby League en 2006 avec les Penrith Panthers, il rejoint en 2009 les Cronulla-Sutherland Sharks. En 2012, il change de championnat et signe aux Wakefield Trinity Wildcats qui évoluent en Super League, en 2014 il va aux Leeds Rhinos avant de venir en France aux Dragons Catalans.
Il est également international papou et a pris part à deux Coupes du monde (2008 et 2013) et à un Tournoi des Quatre Nations.

## Palmarès
- Collectif
  - Vainqueur de la Challenge Cup : 2018[1] (Dragons Catalans).

### En équipe nationale
Il est également international papou et a pris part à deux Coupes du monde (2008 et 2013) et à un Tournoi des Quatre Nations.

### En club
| Saison | Club                       | Compétition           | Matchs | Points | Essais | Buts | Drop |
| ------ | -------------------------- | --------------------- | ------ | ------ | ------ | ---- | ---- |
| 2006   | Penrith Panthers           | National Rugby League | 14     | 8      | 2      | -    | -    |
| 2007   | Penrith Panthers           | National Rugby League | 19     | -      | -      | -    | -    |
| 2008   | Penrith Panthers           | National Rugby League | 15     | 4      | 1      | -    | -    |
| 2009   | Penrith Panthers           | National Rugby League | 24     | 20     | 5      | -    | -    |
| 2010   | Cronulla-Sutherland Sharks | National Rugby League | 23     | 12     | 3      | -    | -    |
| 2011   | Cronulla-Sutherland Sharks | National Rugby League | 13     | 8      | 2      | -    | -    |
| 2012   | Wakefield Trinity Wildcats | Super League          | 20     | 4      | 1      | -    | -    |
| 2013   | Wakefield Trinity Wildcats | Super League          | 25     | 24     | 6      | -    | -    |
| 2014   | Leeds Rhinos               | Super League          | 17     | -      | -      | -    | -    |
| 2015   | Leeds Rhinos               | Super League          | 23     | 8      | 2      | -    | -    |
| 2016   | Dragons Catalans           | Super League          | 12     | 8      | 2      | -    | -    |
| 2017   | Dragons Catalans           | Super League          | 27     | 4      | 1      | -    | -    |
| 2018   | Dragons Catalans           | Super League          | 7      | 0      | 0      | -    | -    |
| 2018   | Dragons Catalans           | Challenge Cup         | 1      | 0      | 0      | 0    | 0    |
| Total  | Total                      | Total                 | 149    | 300    | 88     | 22   | -    |